# Durango (Biscaia)
Durango és un municipi del territori històric de Biscaia, País Basc, capital de la comarca del Duranguesat. Té una extensió de 10,79 km² i una població de 29.791 habitants (2019).

## Llengua
A Durango es parla la varietat bizkaiera de l'euskera amb característiques pròpies de la comarca. En 1869, Louis Lucien Bonaparte, classificà aquesta localitat en el subdialecte occidental i varietat de Gernika.

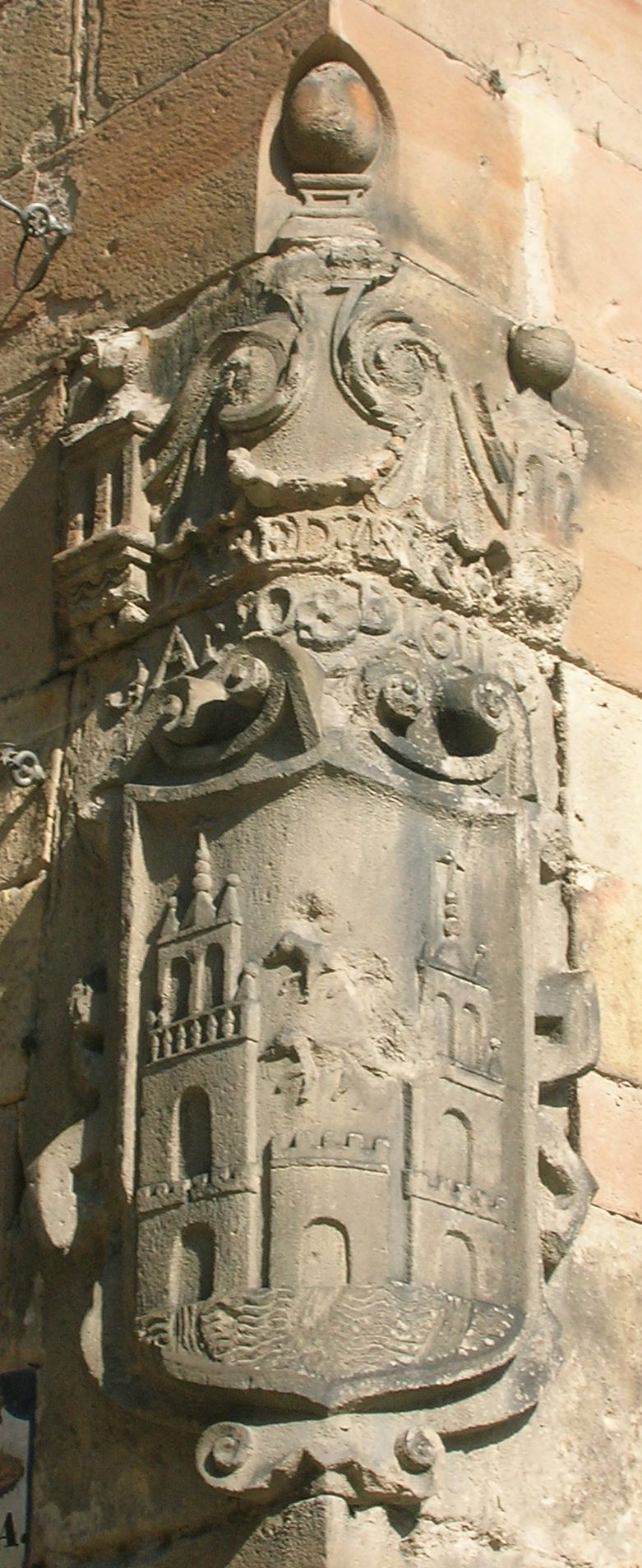
Escut de la vila de Durango

Any 1996
- Total 22.821
- Bascòfons 7.218
- Bilingües d'origen 949
- Neo-bascòfons 1.930
- Neo-bascòfons parcials 2.922
- Parcialment castellanitzats 905
- Totalment castellanitzats 248
- Castellanòfons 8.649

Any 2001
- Total 23.600
- Bascòfons 6.604
- Bilingües d'origen 1.321
- Neo-bascòfons 3.856
- Neo-bascòfons parcials 959
- Parcialment castellanitzats 226
- Totalment castellantizats 8.649
- Castellanòfons 7.877

## Personatges cèlebres

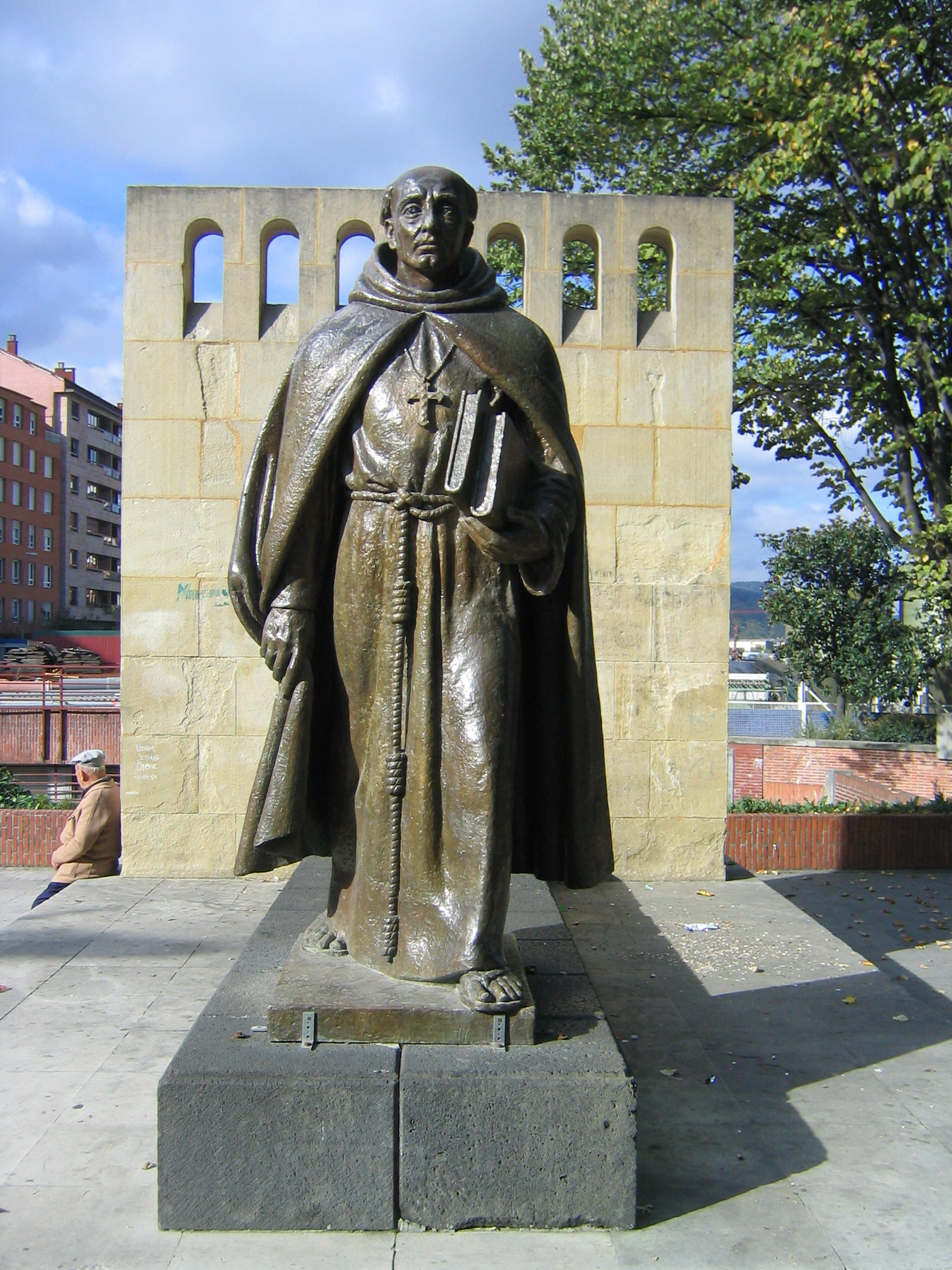
Monument a fra Juan de Zumárraga en el Parc d'Ezkurdi

- Fray Juan de Zumárraga (1468-1548), primer bisbe de Mèxic, que va establir la primera impremta en aquell país i va fundar nombrosos col·legis i hospitals. Es pot trobar una estàtua seva al parc d'Ezkurdi.
- Juan de Yciar (ca 1522 - ca 1573), cal·lígraf i matemàtic.
- Martín Ruiz de Gamboa de Berniz (1533-1590), conquistador i Governador del Regne de Xile.
- Bruno Mauricio de Zabala (1682-1736), governador de Buenos Aires i fundador en 1726 de la ciutat de Montevideo, capital d'Uruguai. La seva casa pairal està situada molt prop del museu de la vila.
- Tomás Meabe (1879-1915), fundador en 1903 de les Joventuts Socialistes d'Espanya, organització juvenil del PSOE.
- Benita Uribarrena Bollaín (1922-1911), comunista destacada per la seva lluita antifeixista durant la Guerra Civil Espanyola i la Segona Guerra Mundial. Té un parc al seu nom a la vila.